# Frank Harary
Frank Harary (né le 11 mars 1921 à New York et mort le 4 janvier 2005 à Las Cruces, au Nouveau-Mexique) est un mathématicien américain, qui a travaillé en théorie des graphes et ses applications.

## Biographie
Frank Harary grandit à New York comme fils aîné d'immigrants juifs d'origine palestinienne et syrienne. Il étudie d'abord au Brooklyn College de New York, où il obtient le B.Sc. en 1941 et le M. Sc. en 1945. Il obtient le Ph. D. en 1948 à l'université de Californie à Berkeley sous la direction d'Alfred Leon Foster avec une thèse intitulée « The Structure of Boolean-like Rings ».
Il travaille ensuite de 1948 à 1986 à l'université du Michigan, puis de 1987 jusqu'à sa mort en 2005 à l'université d'État du Nouveau-Mexique à Las Cruces comme Distinguished Professor of Computer Science.

## Travaux

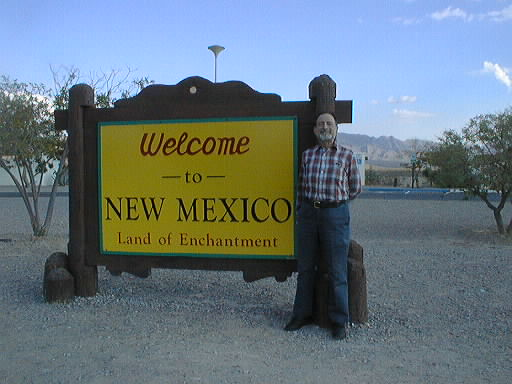
Frank Harary à New Mexico en 2001.

Frank Harary a travaillé principalement sur des questions de théorie des graphes et plus particulièrement sur leurs applications dans des disciplines aussi diverses que l'anthropologie, la biologie, la chimie, l'informatique, la géographie, la linguistique, la musicologie, la physique, les sciences politiques, la psychologie et les sciences sociales.
Il était connu pour ses nombreuses collaborations avec d'autres chercheurs du monde entier et les voyages qui en ont résulté. Il a publié plus de 700 articles scientifiques, dont 300 ont été écrits avec un total de 288 auteurs, se rendant dans 87 pays différents pour des collaborations et des conférences.
Il a écrit huit livres, son manuel Graph Theory, publié en 1969, est considéré comme un ouvrage de référence et est très cité. Il a également cofondé deux revues spécialisées, le Journal of Combinatorial Theory (1966) et le Journal of Graph Theory (1977). Il est considéré comme l'un des pionniers de la théorie des graphes moderne.

## Ouvrages (sélection)
- 1965 : (avec Robert Z. Norman et Dorwin Cartwright), Structural Models : An Introduction to the Theory of Directed Graphs, Wiley (MR 0184874)
- 1967 : Graph Theory and Theoretical Physics, Academic Press (MR 0232694)
- 1969 : Graph Theory, Addison–Wesley (MR 0256911)
- 1973 : (éditeur), New Directions in the Theory of Graphs : Proceedings of the 1971 Ann Arbor Conference on Graph Theory, University of Michigan, Academic Press (MR 0340065)
- 1973 : (avec Edgar M. Palmer), Graphical Enumeration, Academic Press (MR 0357214)
- 1979 : (éditeur), Topics in Graph Theory, New York Academy of Sciences (MR 557879)
- 1984 : (avec Per Hage), Structural Models in Anthropology, Cambridge University Press, coll. « Cambridge Studies in Social and Cultural Anthropology » (MR 0738630)
- 1990 : (avec Fred Buckley), Distance in Graphs, Perseus Press (MR 1045632)
- 1991 : (avec Per Hage), Exchange in Oceania : A Graph Theoretic Analysis, Oxford University Press, coll. « Oxford Studies in Social and Cultural Anthropology »
- 2002 : (avec Sandra Lach Arlinghaus et William C. Arlinghaus), Graph Theory and Geography : An Interactive E-Book, John Wiley and Sons (MR 1936840)
- 2007 : (avec Per Hage), Island Networks : Communication, Kinship, and Classification Structures in Oceania (Structural Analysis in the Social Sciences), Cambridge University Press.

## Honneurs et distinctions
Frank Harary a cinq titres de docteur honoris causa : Université d'Aberdeen, 1975, université de Lund 1978 ; université d'Exeter, 1992 (informatique); Université de Macédoine, Thessalonique, Université de Louisville. Il est fellow de l'université de Cambridge (Churchill College) et de l'université d'Oxford (Wolfson College) et aussi Fellow de l'Académie indienne des sciences. En 1978 il a obtenu un prix de recherche Humboldt.